# Lista di asteroidi (92001-93000)
Di seguito una lista di asteroidi dal numero 92001 al 93000 con data di scoperta e scopritore.

## 92001-92100
| Nome        | Designazione provvisoria | Data di scoperta | Scopritore   |
| ----------- | ------------------------ | ---------------- | ------------ |
| 92001 -     | 1999 VA145               | 13 novembre 1999 | CSS          |
| 92002 -     | 1999 VX147               | 14 novembre 1999 | LINEAR       |
| 92003 -     | 1999 VG149               | 14 novembre 1999 | LINEAR       |
| 92004 -     | 1999 VG151               | 14 novembre 1999 | LINEAR       |
| 92005 -     | 1999 VH155               | 14 novembre 1999 | Spacewatch   |
| 92006 -     | 1999 VR155               | 9 novembre 1999  | LINEAR       |
| 92007 -     | 1999 VS155               | 9 novembre 1999  | LINEAR       |
| 92008 -     | 1999 VP156               | 12 novembre 1999 | LINEAR       |
| 92009 -     | 1999 VM157               | 14 novembre 1999 | LINEAR       |
| 92010 -     | 1999 VB159               | 14 novembre 1999 | LINEAR       |
| 92011 -     | 1999 VJ159               | 14 novembre 1999 | LINEAR       |
| 92012 -     | 1999 VT159               | 14 novembre 1999 | LINEAR       |
| 92013 -     | 1999 VV159               | 14 novembre 1999 | LINEAR       |
| 92014 -     | 1999 VZ159               | 14 novembre 1999 | LINEAR       |
| 92015 -     | 1999 VK160               | 14 novembre 1999 | LINEAR       |
| 92016 -     | 1999 VR160               | 14 novembre 1999 | LINEAR       |
| 92017 -     | 1999 VV160               | 14 novembre 1999 | LINEAR       |
| 92018 -     | 1999 VW162               | 14 novembre 1999 | LINEAR       |
| 92019 -     | 1999 VH163               | 14 novembre 1999 | LINEAR       |
| 92020 -     | 1999 VE164               | 14 novembre 1999 | LINEAR       |
| 92021 -     | 1999 VJ164               | 14 novembre 1999 | LINEAR       |
| 92022 -     | 1999 VU165               | 14 novembre 1999 | LINEAR       |
| 92023 -     | 1999 VM167               | 14 novembre 1999 | LINEAR       |
| 92024 -     | 1999 VK169               | 14 novembre 1999 | LINEAR       |
| 92025 -     | 1999 VY171               | 14 novembre 1999 | LINEAR       |
| 92026 -     | 1999 VW176               | 5 novembre 1999  | LINEAR       |
| 92027 -     | 1999 VH177               | 5 novembre 1999  | LINEAR       |
| 92028 -     | 1999 VM177               | 5 novembre 1999  | LINEAR       |
| 92029 -     | 1999 VV177               | 6 novembre 1999  | LINEAR       |
| 92030 -     | 1999 VX177               | 6 novembre 1999  | LINEAR       |
| 92031 -     | 1999 VB178               | 6 novembre 1999  | LINEAR       |
| 92032 -     | 1999 VE178               | 6 novembre 1999  | LINEAR       |
| 92033 -     | 1999 VG179               | 6 novembre 1999  | LINEAR       |
| 92034 -     | 1999 VP179               | 6 novembre 1999  | LINEAR       |
| 92035 -     | 1999 VD180               | 5 novembre 1999  | LINEAR       |
| 92036 -     | 1999 VZ180               | 7 novembre 1999  | LINEAR       |
| 92037 -     | 1999 VV185               | 15 novembre 1999 | LINEAR       |
| 92038 -     | 1999 VK186               | 15 novembre 1999 | LINEAR       |
| 92039 -     | 1999 VJ187               | 15 novembre 1999 | LINEAR       |
| 92040 -     | 1999 VQ192               | 1 novembre 1999  | LONEOS       |
| 92041 -     | 1999 VV194               | 2 novembre 1999  | CSS          |
| 92042 -     | 1999 VB195               | 3 novembre 1999  | CSS          |
| 92043 -     | 1999 VJ196               | 1 novembre 1999  | CSS          |
| 92044 -     | 1999 VL196               | 1 novembre 1999  | CSS          |
| 92045 -     | 1999 VO199               | 2 novembre 1999  | CSS          |
| 92046 -     | 1999 VG200               | 5 novembre 1999  | CSS          |
| 92047 -     | 1999 VR200               | 3 novembre 1999  | LINEAR       |
| 92048 -     | 1999 VW202               | 6 novembre 1999  | CSS          |
| 92049 -     | 1999 VN203               | 8 novembre 1999  | LONEOS       |
| 92050 -     | 1999 VQ205               | 11 novembre 1999 | CSS          |
| 92051 -     | 1999 VM206               | 9 novembre 1999  | CSS          |
| 92052 -     | 1999 VU206               | 10 novembre 1999 | LINEAR       |
| 92053 -     | 1999 VJ210               | 12 novembre 1999 | LONEOS       |
| 92054 -     | 1999 VL210               | 12 novembre 1999 | LONEOS       |
| 92055 -     | 1999 VJ213               | 12 novembre 1999 | LONEOS       |
| 92056 -     | 1999 VM213               | 13 novembre 1999 | LONEOS       |
| 92057 -     | 1999 VS215               | 3 novembre 1999  | LINEAR       |
| 92058 -     | 1999 VW216               | 3 novembre 1999  | CSS          |
| 92059 -     | 1999 VW223               | 5 novembre 1999  | LINEAR       |
| 92060 -     | 1999 WY6                 | 28 novembre 1999 | K. Korlević  |
| 92061 -     | 1999 WA8                 | 29 novembre 1999 | L. Robinson  |
| 92062 -     | 1999 WJ10                | 28 novembre 1999 | Spacewatch   |
| 92063 -     | 1999 WY10                | 29 novembre 1999 | Spacewatch   |
| 92064 -     | 1999 WA13                | 26 novembre 1999 | L. Šarounová |
| 92065 -     | 1999 WC13                | 28 novembre 1999 | Spacewatch   |
| 92066 -     | 1999 WA14                | 28 novembre 1999 | Spacewatch   |
| 92067 -     | 1999 WP14                | 28 novembre 1999 | Spacewatch   |
| 92068 -     | 1999 WT14                | 28 novembre 1999 | Spacewatch   |
| 92069 -     | 1999 WV15                | 29 novembre 1999 | Spacewatch   |
| 92070 -     | 1999 WC18                | 30 novembre 1999 | Spacewatch   |
| 92071 -     | 1999 WJ18                | 29 novembre 1999 | K. Korlević  |
| 92072 -     | 1999 WO20                | 16 novembre 1999 | Modra        |
| 92073 -     | 1999 XA3                 | 4 dicembre 1999  | CSS          |
| 92074 -     | 1999 XR3                 | 4 dicembre 1999  | CSS          |
| 92075 -     | 1999 XS4                 | 4 dicembre 1999  | CSS          |
| 92076 -     | 1999 XZ6                 | 4 dicembre 1999  | CSS          |
| 92077 -     | 1999 XB7                 | 4 dicembre 1999  | CSS          |
| 92078 -     | 1999 XF10                | 5 dicembre 1999  | CSS          |
| 92079 -     | 1999 XN10                | 5 dicembre 1999  | CSS          |
| 92080 -     | 1999 XX13                | 5 dicembre 1999  | LINEAR       |
| 92081 -     | 1999 XV17                | 3 dicembre 1999  | LINEAR       |
| 92082 -     | 1999 XE18                | 3 dicembre 1999  | LINEAR       |
| 92083 -     | 1999 XD20                | 5 dicembre 1999  | LINEAR       |
| 92084 -     | 1999 XD21                | 5 dicembre 1999  | LINEAR       |
| 92085 -     | 1999 XH21                | 5 dicembre 1999  | LINEAR       |
| 92086 -     | 1999 XG23                | 6 dicembre 1999  | LINEAR       |
| 92087 -     | 1999 XL23                | 6 dicembre 1999  | LINEAR       |
| 92088 -     | 1999 XW23                | 6 dicembre 1999  | LINEAR       |
| 92089 -     | 1999 XJ24                | 6 dicembre 1999  | LINEAR       |
| 92090 -     | 1999 XZ26                | 6 dicembre 1999  | LINEAR       |
| 92091 -     | 1999 XL28                | 6 dicembre 1999  | LINEAR       |
| 92092 -     | 1999 XM28                | 6 dicembre 1999  | LINEAR       |
| 92093 -     | 1999 XD29                | 6 dicembre 1999  | LINEAR       |
| 92094 -     | 1999 XN29                | 6 dicembre 1999  | LINEAR       |
| 92095 -     | 1999 XP30                | 6 dicembre 1999  | LINEAR       |
| 92096 -     | 1999 XJ33                | 6 dicembre 1999  | LINEAR       |
| 92097 Aidai | 1999 XX37                | 3 dicembre 1999  | A. Nakamura  |
| 92098 -     | 1999 XS40                | 7 dicembre 1999  | LINEAR       |
| 92099 -     | 1999 XJ41                | 7 dicembre 1999  | LINEAR       |
| 92100 -     | 1999 XR43                | 7 dicembre 1999  | LINEAR       |

## 92101-92200
| Nome    | Designazione provvisoria | Data di scoperta | Scopritore   |
| ------- | ------------------------ | ---------------- | ------------ |
| 92101 - | 1999 XY46                | 7 dicembre 1999  | LINEAR       |
| 92102 - | 1999 XO47                | 7 dicembre 1999  | LINEAR       |
| 92103 - | 1999 XX49                | 7 dicembre 1999  | LINEAR       |
| 92104 - | 1999 XA53                | 7 dicembre 1999  | LINEAR       |
| 92105 - | 1999 XB54                | 7 dicembre 1999  | LINEAR       |
| 92106 - | 1999 XH55                | 7 dicembre 1999  | LINEAR       |
| 92107 - | 1999 XH56                | 7 dicembre 1999  | LINEAR       |
| 92108 - | 1999 XO56                | 7 dicembre 1999  | LINEAR       |
| 92109 - | 1999 XV57                | 7 dicembre 1999  | LINEAR       |
| 92110 - | 1999 XM62                | 7 dicembre 1999  | LINEAR       |
| 92111 - | 1999 XU64                | 7 dicembre 1999  | LINEAR       |
| 92112 - | 1999 XY69                | 7 dicembre 1999  | LINEAR       |
| 92113 - | 1999 XE73                | 7 dicembre 1999  | LINEAR       |
| 92114 - | 1999 XP73                | 7 dicembre 1999  | LINEAR       |
| 92115 - | 1999 XD74                | 7 dicembre 1999  | LINEAR       |
| 92116 - | 1999 XU75                | 7 dicembre 1999  | LINEAR       |
| 92117 - | 1999 XD78                | 7 dicembre 1999  | LINEAR       |
| 92118 - | 1999 XK81                | 7 dicembre 1999  | LINEAR       |
| 92119 - | 1999 XW81                | 7 dicembre 1999  | LINEAR       |
| 92120 - | 1999 XV84                | 7 dicembre 1999  | LINEAR       |
| 92121 - | 1999 XN87                | 7 dicembre 1999  | LINEAR       |
| 92122 - | 1999 XT96                | 7 dicembre 1999  | LINEAR       |
| 92123 - | 1999 XR97                | 7 dicembre 1999  | LINEAR       |
| 92124 - | 1999 XE104               | 7 dicembre 1999  | Campo Catino |
| 92125 - | 1999 XP105               | 10 dicembre 1999 | N. Kawasato  |
| 92126 - | 1999 XX106               | 4 dicembre 1999  | CSS          |
| 92127 - | 1999 XE107               | 4 dicembre 1999  | CSS          |
| 92128 - | 1999 XL107               | 4 dicembre 1999  | CSS          |
| 92129 - | 1999 XP107               | 4 dicembre 1999  | CSS          |
| 92130 - | 1999 XQ107               | 4 dicembre 1999  | CSS          |
| 92131 - | 1999 XT107               | 4 dicembre 1999  | CSS          |
| 92132 - | 1999 XK109               | 4 dicembre 1999  | CSS          |
| 92133 - | 1999 XL109               | 4 dicembre 1999  | CSS          |
| 92134 - | 1999 XX111               | 7 dicembre 1999  | LINEAR       |
| 92135 - | 1999 XR112               | 11 dicembre 1999 | LINEAR       |
| 92136 - | 1999 XT112               | 11 dicembre 1999 | LINEAR       |
| 92137 - | 1999 XA113               | 11 dicembre 1999 | LINEAR       |
| 92138 - | 1999 XK113               | 11 dicembre 1999 | LINEAR       |
| 92139 - | 1999 XF114               | 11 dicembre 1999 | LINEAR       |
| 92140 - | 1999 XR114               | 11 dicembre 1999 | LINEAR       |
| 92141 - | 1999 XQ115               | 5 dicembre 1999  | CSS          |
| 92142 - | 1999 XG116               | 5 dicembre 1999  | CSS          |
| 92143 - | 1999 XN116               | 5 dicembre 1999  | CSS          |
| 92144 - | 1999 XS117               | 5 dicembre 1999  | CSS          |
| 92145 - | 1999 XE121               | 5 dicembre 1999  | CSS          |
| 92146 - | 1999 XF122               | 7 dicembre 1999  | CSS          |
| 92147 - | 1999 XH122               | 7 dicembre 1999  | CSS          |
| 92148 - | 1999 XU123               | 7 dicembre 1999  | CSS          |
| 92149 - | 1999 XN124               | 7 dicembre 1999  | CSS          |
| 92150 - | 1999 XQ124               | 7 dicembre 1999  | CSS          |
| 92151 - | 1999 XF130               | 12 dicembre 1999 | LINEAR       |
| 92152 - | 1999 XB132               | 12 dicembre 1999 | LINEAR       |
| 92153 - | 1999 XM133               | 12 dicembre 1999 | LINEAR       |
| 92154 - | 1999 XD136               | 13 dicembre 1999 | LINEAR       |
| 92155 - | 1999 XU137               | 11 dicembre 1999 | T. Pauwels   |
| 92156 - | 1999 XS139               | 2 dicembre 1999  | Spacewatch   |
| 92157 - | 1999 XC141               | 3 dicembre 1999  | Spacewatch   |
| 92158 - | 1999 XW141               | 10 dicembre 1999 | LINEAR       |
| 92159 - | 1999 XB142               | 12 dicembre 1999 | LINEAR       |
| 92160 - | 1999 XO144               | 15 dicembre 1999 | T. Urata     |
| 92161 - | 1999 XV144               | 6 dicembre 1999  | Spacewatch   |
| 92162 - | 1999 XG151               | 9 dicembre 1999  | LONEOS       |
| 92163 - | 1999 XD153               | 7 dicembre 1999  | LINEAR       |
| 92164 - | 1999 XK153               | 7 dicembre 1999  | LINEAR       |
| 92165 - | 1999 XW160               | 8 dicembre 1999  | LINEAR       |
| 92166 - | 1999 XK162               | 13 dicembre 1999 | LINEAR       |
| 92167 - | 1999 XG166               | 10 dicembre 1999 | LINEAR       |
| 92168 - | 1999 XV168               | 10 dicembre 1999 | LINEAR       |
| 92169 - | 1999 XN181               | 12 dicembre 1999 | LINEAR       |
| 92170 - | 1999 XU183               | 12 dicembre 1999 | LINEAR       |
| 92171 - | 1999 XC184               | 12 dicembre 1999 | LINEAR       |
| 92172 - | 1999 XJ185               | 12 dicembre 1999 | LINEAR       |
| 92173 - | 1999 XM185               | 12 dicembre 1999 | LINEAR       |
| 92174 - | 1999 XZ189               | 12 dicembre 1999 | LINEAR       |
| 92175 - | 1999 XP191               | 12 dicembre 1999 | LINEAR       |
| 92176 - | 1999 XG194               | 12 dicembre 1999 | LINEAR       |
| 92177 - | 1999 XC196               | 12 dicembre 1999 | LINEAR       |
| 92178 - | 1999 XQ196               | 12 dicembre 1999 | LINEAR       |
| 92179 - | 1999 XC200               | 12 dicembre 1999 | LINEAR       |
| 92180 - | 1999 XO200               | 12 dicembre 1999 | LINEAR       |
| 92181 - | 1999 XU202               | 12 dicembre 1999 | LINEAR       |
| 92182 - | 1999 XG203               | 12 dicembre 1999 | LINEAR       |
| 92183 - | 1999 XE204               | 12 dicembre 1999 | LINEAR       |
| 92184 - | 1999 XK204               | 12 dicembre 1999 | LINEAR       |
| 92185 - | 1999 XM204               | 12 dicembre 1999 | LINEAR       |
| 92186 - | 1999 XP209               | 13 dicembre 1999 | LINEAR       |
| 92187 - | 1999 XB212               | 13 dicembre 1999 | LINEAR       |
| 92188 - | 1999 XC213               | 14 dicembre 1999 | LINEAR       |
| 92189 - | 1999 XM214               | 14 dicembre 1999 | LINEAR       |
| 92190 - | 1999 XY215               | 13 dicembre 1999 | Spacewatch   |
| 92191 - | 1999 XO222               | 15 dicembre 1999 | LINEAR       |
| 92192 - | 1999 XY227               | 15 dicembre 1999 | LINEAR       |
| 92193 - | 1999 XG230               | 7 dicembre 1999  | LONEOS       |
| 92194 - | 1999 XK230               | 7 dicembre 1999  | LONEOS       |
| 92195 - | 1999 XP230               | 7 dicembre 1999  | LONEOS       |
| 92196 - | 1999 XX233               | 4 dicembre 1999  | LONEOS       |
| 92197 - | 1999 XA234               | 4 dicembre 1999  | LONEOS       |
| 92198 - | 1999 XH239               | 7 dicembre 1999  | CSS          |
| 92199 - | 1999 XE240               | 7 dicembre 1999  | CSS          |
| 92200 - | 1999 XK241               | 12 dicembre 1999 | CSS          |

## 92201-92300
| Nome            | Designazione provvisoria | Data di scoperta | Scopritore                       |
| --------------- | ------------------------ | ---------------- | -------------------------------- |
| 92201 -         | 1999 XU242               | 13 dicembre 1999 | LINEAR                           |
| 92202 -         | 1999 XU247               | 6 dicembre 1999  | LINEAR                           |
| 92203 -         | 1999 XT251               | 9 dicembre 1999  | Spacewatch                       |
| 92204 -         | 1999 XZ251               | 9 dicembre 1999  | Spacewatch                       |
| 92205 -         | 1999 YP                  | 16 dicembre 1999 | LINEAR                           |
| 92206 -         | 1999 YJ6                 | 30 dicembre 1999 | LINEAR                           |
| 92207 -         | 1999 YU6                 | 30 dicembre 1999 | LINEAR                           |
| 92208 -         | 1999 YO17                | 31 dicembre 1999 | LINEAR                           |
| 92209 Pingtang  | 1999 YS17                | 26 dicembre 1999 | BAO Schmidt CCD Asteroid Program |
| 92210 -         | 2000 AH2                 | 3 gennaio 2000   | T. Kobayashi                     |
| 92211 -         | 2000 AO3                 | 2 gennaio 2000   | LINEAR                           |
| 92212 -         | 2000 AQ5                 | 2 gennaio 2000   | Spacewatch                       |
| 92213 Kalina    | 2000 AQ6                 | 5 gennaio 2000   | Kleť                             |
| 92214 -         | 2000 AX6                 | 2 gennaio 2000   | LINEAR                           |
| 92215 -         | 2000 AM10                | 3 gennaio 2000   | LINEAR                           |
| 92216 -         | 2000 AX10                | 3 gennaio 2000   | LINEAR                           |
| 92217 -         | 2000 AD12                | 3 gennaio 2000   | LINEAR                           |
| 92218 -         | 2000 AT20                | 3 gennaio 2000   | LINEAR                           |
| 92219 -         | 2000 AA26                | 3 gennaio 2000   | LINEAR                           |
| 92220 -         | 2000 AH43                | 5 gennaio 2000   | LINEAR                           |
| 92221 -         | 2000 AJ44                | 5 gennaio 2000   | Spacewatch                       |
| 92222 -         | 2000 AP48                | 3 gennaio 2000   | LINEAR                           |
| 92223 -         | 2000 AN82                | 5 gennaio 2000   | LINEAR                           |
| 92224 -         | 2000 AR87                | 5 gennaio 2000   | LINEAR                           |
| 92225 -         | 2000 AX87                | 5 gennaio 2000   | LINEAR                           |
| 92226 -         | 2000 AZ92                | 3 gennaio 2000   | LINEAR                           |
| 92227 -         | 2000 AU95                | 4 gennaio 2000   | LINEAR                           |
| 92228 -         | 2000 AT98                | 5 gennaio 2000   | LINEAR                           |
| 92229 -         | 2000 AM99                | 5 gennaio 2000   | LINEAR                           |
| 92230 -         | 2000 AD100               | 5 gennaio 2000   | LINEAR                           |
| 92231 -         | 2000 AT101               | 5 gennaio 2000   | LINEAR                           |
| 92232 -         | 2000 AS102               | 5 gennaio 2000   | LINEAR                           |
| 92233 -         | 2000 AU102               | 5 gennaio 2000   | LINEAR                           |
| 92234 -         | 2000 AV103               | 5 gennaio 2000   | LINEAR                           |
| 92235 -         | 2000 AK104               | 5 gennaio 2000   | LINEAR                           |
| 92236 -         | 2000 AM112               | 5 gennaio 2000   | LINEAR                           |
| 92237 -         | 2000 AO120               | 5 gennaio 2000   | LINEAR                           |
| 92238 -         | 2000 AM131               | 2 gennaio 2000   | LINEAR                           |
| 92239 -         | 2000 AA139               | 5 gennaio 2000   | LINEAR                           |
| 92240 -         | 2000 AM146               | 7 gennaio 2000   | LINEAR                           |
| 92241 -         | 2000 AK148               | 6 gennaio 2000   | LINEAR                           |
| 92242 -         | 2000 AO148               | 7 gennaio 2000   | LINEAR                           |
| 92243 -         | 2000 AP148               | 7 gennaio 2000   | LINEAR                           |
| 92244 -         | 2000 AR148               | 7 gennaio 2000   | LINEAR                           |
| 92245 -         | 2000 AY149               | 7 gennaio 2000   | LINEAR                           |
| 92246 -         | 2000 AQ153               | 2 gennaio 2000   | LINEAR                           |
| 92247 -         | 2000 AY153               | 2 gennaio 2000   | LINEAR                           |
| 92248 -         | 2000 AM154               | 2 gennaio 2000   | LINEAR                           |
| 92249 -         | 2000 AN170               | 7 gennaio 2000   | LINEAR                           |
| 92250 -         | 2000 AJ186               | 8 gennaio 2000   | LINEAR                           |
| 92251 Kuconis   | 2000 AF187               | 8 gennaio 2000   | LINEAR                           |
| 92252 -         | 2000 AQ187               | 8 gennaio 2000   | LINEAR                           |
| 92253 -         | 2000 AH189               | 8 gennaio 2000   | LINEAR                           |
| 92254 -         | 2000 AG199               | 9 gennaio 2000   | LINEAR                           |
| 92255 -         | 2000 AU199               | 9 gennaio 2000   | LINEAR                           |
| 92256 -         | 2000 AX200               | 9 gennaio 2000   | LINEAR                           |
| 92257 -         | 2000 AS233               | 5 gennaio 2000   | LINEAR                           |
| 92258 -         | 2000 AF245               | 9 gennaio 2000   | LINEAR                           |
| 92259 -         | 2000 AG245               | 9 gennaio 2000   | LINEAR                           |
| 92260 -         | 2000 BX4                 | 21 gennaio 2000  | LINEAR                           |
| 92261 -         | 2000 BY5                 | 28 gennaio 2000  | LINEAR                           |
| 92262 -         | 2000 BZ14                | 31 gennaio 2000  | T. Kobayashi                     |
| 92263 -         | 2000 BC17                | 30 gennaio 2000  | LINEAR                           |
| 92264 -         | 2000 BW18                | 29 gennaio 2000  | LINEAR                           |
| 92265 -         | 2000 BO22                | 26 gennaio 2000  | Farra d'Isonzo                   |
| 92266 -         | 2000 BX24                | 29 gennaio 2000  | LINEAR                           |
| 92267 -         | 2000 BK26                | 30 gennaio 2000  | LINEAR                           |
| 92268 -         | 2000 BJ49                | 27 gennaio 2000  | Spacewatch                       |
| 92269 -         | 2000 CM2                 | 2 febbraio 2000  | T. Kobayashi                     |
| 92270 -         | 2000 CU29                | 2 febbraio 2000  | LINEAR                           |
| 92271 -         | 2000 CS39                | 2 febbraio 2000  | LINEAR                           |
| 92272 -         | 2000 CB54                | 2 febbraio 2000  | LINEAR                           |
| 92273 -         | 2000 CQ81                | 4 febbraio 2000  | LINEAR                           |
| 92274 -         | 2000 CO86                | 4 febbraio 2000  | LINEAR                           |
| 92275 -         | 2000 CS89                | 4 febbraio 2000  | LINEAR                           |
| 92276 -         | 2000 CC100               | 10 febbraio 2000 | Spacewatch                       |
| 92277 -         | 2000 CT108               | 5 febbraio 2000  | CSS                              |
| 92278 -         | 2000 CB110               | 5 febbraio 2000  | M. W. Buie                       |
| 92279 Bindiluca | 2000 DG                  | 22 febbraio 2000 | L. Tesi                          |
| 92280 -         | 2000 DT5                 | 25 febbraio 2000 | LINEAR                           |
| 92281 -         | 2000 DS8                 | 29 febbraio 2000 | Spacewatch                       |
| 92282 -         | 2000 DP32                | 29 febbraio 2000 | LINEAR                           |
| 92283 -         | 2000 DC45                | 29 febbraio 2000 | LINEAR                           |
| 92284 -         | 2000 DV76                | 29 febbraio 2000 | LINEAR                           |
| 92285 -         | 2000 EW                  | 3 marzo 2000     | K. Korlević                      |
| 92286 -         | 2000 EP7                 | 3 marzo 2000     | Spacewatch                       |
| 92287 -         | 2000 EX14                | 4 marzo 2000     | LINEAR                           |
| 92288 -         | 2000 ER43                | 8 marzo 2000     | LINEAR                           |
| 92289 -         | 2000 EH49                | 9 marzo 2000     | LINEAR                           |
| 92290 -         | 2000 EZ62                | 10 marzo 2000    | LINEAR                           |
| 92291 -         | 2000 EZ85                | 8 marzo 2000     | LINEAR                           |
| 92292 -         | 2000 EL88                | 9 marzo 2000     | LINEAR                           |
| 92293 -         | 2000 EX105               | 11 marzo 2000    | LONEOS                           |
| 92294 -         | 2000 EV112               | 9 marzo 2000     | LINEAR                           |
| 92295 -         | 2000 EG113               | 9 marzo 2000     | LINEAR                           |
| 92296 -         | 2000 EJ139               | 11 marzo 2000    | LINEAR                           |
| 92297 Monrad    | 2000 EL156               | 10 marzo 2000    | CSS                              |
| 92298 -         | 2000 EE165               | 3 marzo 2000     | LINEAR                           |
| 92299 -         | 2000 EB170               | 5 marzo 2000     | LINEAR                           |
| 92300 Hagelin   | 2000 ET198               | 1 marzo 2000     | CSS                              |

## 92301-92400
| Nome           | Designazione provvisoria | Data di scoperta | Scopritore             |
| -------------- | ------------------------ | ---------------- | ---------------------- |
| 92301 -        | 2000 FG                  | 25 marzo 2000    | P. G. Comba            |
| 92302 -        | 2000 FA11                | 27 marzo 2000    | LINEAR                 |
| 92303 -        | 2000 FP15                | 28 marzo 2000    | LINEAR                 |
| 92304 -        | 2000 FJ16                | 28 marzo 2000    | LINEAR                 |
| 92305 -        | 2000 FB25                | 29 marzo 2000    | LINEAR                 |
| 92306 -        | 2000 FL28                | 27 marzo 2000    | LONEOS                 |
| 92307 -        | 2000 FR40                | 29 marzo 2000    | LINEAR                 |
| 92308 -        | 2000 FM41                | 29 marzo 2000    | LINEAR                 |
| 92309 -        | 2000 FV43                | 29 marzo 2000    | LINEAR                 |
| 92310 -        | 2000 FX43                | 29 marzo 2000    | LINEAR                 |
| 92311 -        | 2000 FQ45                | 29 marzo 2000    | LINEAR                 |
| 92312 -        | 2000 FJ46                | 29 marzo 2000    | LINEAR                 |
| 92313 -        | 2000 FY46                | 29 marzo 2000    | LINEAR                 |
| 92314 -        | 2000 GV1                 | 3 aprile 2000    | J. Broughton           |
| 92315 -        | 2000 GW4                 | 7 aprile 2000    | LINEAR                 |
| 92316 -        | 2000 GX6                 | 4 aprile 2000    | LINEAR                 |
| 92317 -        | 2000 GG19                | 5 aprile 2000    | LINEAR                 |
| 92318 -        | 2000 GW25                | 5 aprile 2000    | LINEAR                 |
| 92319 -        | 2000 GT26                | 5 aprile 2000    | LINEAR                 |
| 92320 -        | 2000 GU26                | 5 aprile 2000    | LINEAR                 |
| 92321 -        | 2000 GN31                | 5 aprile 2000    | LINEAR                 |
| 92322 -        | 2000 GC39                | 5 aprile 2000    | LINEAR                 |
| 92323 -        | 2000 GK46                | 5 aprile 2000    | LINEAR                 |
| 92324 -        | 2000 GE49                | 5 aprile 2000    | LINEAR                 |
| 92325 -        | 2000 GY50                | 5 aprile 2000    | LINEAR                 |
| 92326 -        | 2000 GS53                | 5 aprile 2000    | LINEAR                 |
| 92327 -        | 2000 GS55                | 5 aprile 2000    | LINEAR                 |
| 92328 -        | 2000 GW60                | 5 aprile 2000    | LINEAR                 |
| 92329 -        | 2000 GZ64                | 5 aprile 2000    | LINEAR                 |
| 92330 -        | 2000 GY66                | 5 aprile 2000    | LINEAR                 |
| 92331 -        | 2000 GV68                | 5 aprile 2000    | LINEAR                 |
| 92332 -        | 2000 GM71                | 5 aprile 2000    | LINEAR                 |
| 92333 -        | 2000 GF72                | 5 aprile 2000    | LINEAR                 |
| 92334 -        | 2000 GJ78                | 5 aprile 2000    | LINEAR                 |
| 92335 -        | 2000 GS80                | 6 aprile 2000    | LINEAR                 |
| 92336 -        | 2000 GY81                | 7 aprile 2000    | LINEAR                 |
| 92337 -        | 2000 GG96                | 6 aprile 2000    | LINEAR                 |
| 92338 -        | 2000 GH96                | 6 aprile 2000    | LINEAR                 |
| 92339 -        | 2000 GV99                | 7 aprile 2000    | LINEAR                 |
| 92340 -        | 2000 GC109               | 7 aprile 2000    | LINEAR                 |
| 92341 -        | 2000 GO110               | 2 aprile 2000    | LONEOS                 |
| 92342 -        | 2000 GT136               | 12 aprile 2000   | LINEAR                 |
| 92343 -        | 2000 GT141               | 7 aprile 2000    | LONEOS                 |
| 92344 -        | 2000 GP147               | 4 aprile 2000    | LONEOS                 |
| 92345 -        | 2000 GF158               | 7 aprile 2000    | LONEOS                 |
| 92346 -        | 2000 GP159               | 7 aprile 2000    | LINEAR                 |
| 92347 -        | 2000 GV160               | 7 aprile 2000    | LONEOS                 |
| 92348 -        | 2000 GH168               | 4 aprile 2000    | LONEOS                 |
| 92349 -        | 2000 HG4                 | 26 aprile 2000   | Spacewatch             |
| 92350 -        | 2000 HK5                 | 28 aprile 2000   | P. G. Comba            |
| 92351 -        | 2000 HA7                 | 24 aprile 2000   | Spacewatch             |
| 92352 -        | 2000 HT11                | 28 aprile 2000   | LINEAR                 |
| 92353 -        | 2000 HL14                | 27 aprile 2000   | LINEAR                 |
| 92354 -        | 2000 HR14                | 29 aprile 2000   | P. G. Comba            |
| 92355 -        | 2000 HV14                | 27 aprile 2000   | LINEAR                 |
| 92356 -        | 2000 HW14                | 27 aprile 2000   | LINEAR                 |
| 92357 -        | 2000 HY21                | 28 aprile 2000   | LINEAR                 |
| 92358 -        | 2000 HE23                | 30 aprile 2000   | LINEAR                 |
| 92359 -        | 2000 HC24                | 29 aprile 2000   | LINEAR                 |
| 92360 -        | 2000 HW24                | 24 aprile 2000   | LONEOS                 |
| 92361 -        | 2000 HS28                | 29 aprile 2000   | LINEAR                 |
| 92362 -        | 2000 HY29                | 28 aprile 2000   | LINEAR                 |
| 92363 -        | 2000 HO31                | 29 aprile 2000   | LINEAR                 |
| 92364 -        | 2000 HN32                | 29 aprile 2000   | LINEAR                 |
| 92365 -        | 2000 HP32                | 29 aprile 2000   | LINEAR                 |
| 92366 -        | 2000 HL41                | 28 aprile 2000   | LINEAR                 |
| 92367 -        | 2000 HF42                | 29 aprile 2000   | LINEAR                 |
| 92368 -        | 2000 HC47                | 29 aprile 2000   | LINEAR                 |
| 92369 -        | 2000 HC48                | 29 aprile 2000   | LINEAR                 |
| 92370 -        | 2000 HP50                | 29 aprile 2000   | LINEAR                 |
| 92371 -        | 2000 HQ50                | 29 aprile 2000   | LINEAR                 |
| 92372 -        | 2000 HP52                | 29 aprile 2000   | LINEAR                 |
| 92373 -        | 2000 HR52                | 29 aprile 2000   | LINEAR                 |
| 92374 -        | 2000 HX53                | 29 aprile 2000   | LINEAR                 |
| 92375 -        | 2000 HP55                | 24 aprile 2000   | LONEOS                 |
| 92376 -        | 2000 HH58                | 24 aprile 2000   | Spacewatch             |
| 92377 -        | 2000 HX58                | 25 aprile 2000   | LONEOS                 |
| 92378 -        | 2000 HA60                | 25 aprile 2000   | LONEOS                 |
| 92379 -        | 2000 HO68                | 28 aprile 2000   | Spacewatch             |
| 92380 -        | 2000 HS68                | 28 aprile 2000   | Spacewatch             |
| 92381 -        | 2000 HT69                | 26 aprile 2000   | LONEOS                 |
| 92382 -        | 2000 HT72                | 26 aprile 2000   | Spacewatch             |
| 92383 -        | 2000 HE75                | 27 aprile 2000   | LINEAR                 |
| 92384 -        | 2000 HS75                | 27 aprile 2000   | LINEAR                 |
| 92385 -        | 2000 HL81                | 29 aprile 2000   | LINEAR                 |
| 92386 -        | 2000 HG87                | 30 aprile 2000   | NEAT                   |
| 92387 -        | 2000 HA93                | 29 aprile 2000   | LINEAR                 |
| 92388 -        | 2000 JP                  | 1 maggio 2000    | LINEAR                 |
| 92389 Gretskij | 2000 JZ3                 | 3 maggio 2000    | P. Pravec, P. Kušnirák |
| 92390 -        | 2000 JU5                 | 1 maggio 2000    | LINEAR                 |
| 92391 -        | 2000 JE7                 | 1 maggio 2000    | NEAT                   |
| 92392 -        | 2000 JL9                 | 3 maggio 2000    | LINEAR                 |
| 92393 -        | 2000 JX12                | 9 maggio 2000    | LINEAR                 |
| 92394 -        | 2000 JW17                | 6 maggio 2000    | LINEAR                 |
| 92395 -        | 2000 JK20                | 6 maggio 2000    | LINEAR                 |
| 92396 -        | 2000 JM21                | 6 maggio 2000    | LINEAR                 |
| 92397 -        | 2000 JV21                | 6 maggio 2000    | LINEAR                 |
| 92398 -        | 2000 JM23                | 7 maggio 2000    | LINEAR                 |
| 92399 -        | 2000 JH24                | 7 maggio 2000    | LINEAR                 |
| 92400 -        | 2000 JF25                | 7 maggio 2000    | LINEAR                 |

## 92401-92500
| Nome    | Designazione provvisoria | Data di scoperta | Scopritore      |
| ------- | ------------------------ | ---------------- | --------------- |
| 92401 - | 2000 JL25                | 7 maggio 2000    | LINEAR          |
| 92402 - | 2000 JC28                | 7 maggio 2000    | LINEAR          |
| 92403 - | 2000 JX28                | 7 maggio 2000    | LINEAR          |
| 92404 - | 2000 JB29                | 7 maggio 2000    | LINEAR          |
| 92405 - | 2000 JH32                | 7 maggio 2000    | LINEAR          |
| 92406 - | 2000 JN32                | 7 maggio 2000    | LINEAR          |
| 92407 - | 2000 JM34                | 7 maggio 2000    | LINEAR          |
| 92408 - | 2000 JZ34                | 7 maggio 2000    | LINEAR          |
| 92409 - | 2000 JW35                | 7 maggio 2000    | LINEAR          |
| 92410 - | 2000 JA36                | 7 maggio 2000    | LINEAR          |
| 92411 - | 2000 JC37                | 7 maggio 2000    | LINEAR          |
| 92412 - | 2000 JX38                | 7 maggio 2000    | LINEAR          |
| 92413 - | 2000 JN39                | 7 maggio 2000    | LINEAR          |
| 92414 - | 2000 JU40                | 6 maggio 2000    | LINEAR          |
| 92415 - | 2000 JP42                | 7 maggio 2000    | LINEAR          |
| 92416 - | 2000 JS42                | 7 maggio 2000    | LINEAR          |
| 92417 - | 2000 JQ44                | 7 maggio 2000    | LINEAR          |
| 92418 - | 2000 JP45                | 7 maggio 2000    | LINEAR          |
| 92419 - | 2000 JG46                | 7 maggio 2000    | LINEAR          |
| 92420 - | 2000 JJ48                | 9 maggio 2000    | LINEAR          |
| 92421 - | 2000 JM48                | 9 maggio 2000    | LINEAR          |
| 92422 - | 2000 JO48                | 9 maggio 2000    | LINEAR          |
| 92423 - | 2000 JZ49                | 9 maggio 2000    | LINEAR          |
| 92424 - | 2000 JO50                | 9 maggio 2000    | LINEAR          |
| 92425 - | 2000 JR54                | 6 maggio 2000    | LINEAR          |
| 92426 - | 2000 JD55                | 6 maggio 2000    | LINEAR          |
| 92427 - | 2000 JD56                | 6 maggio 2000    | LINEAR          |
| 92428 - | 2000 JM60                | 7 maggio 2000    | LINEAR          |
| 92429 - | 2000 JT63                | 9 maggio 2000    | LINEAR          |
| 92430 - | 2000 JW63                | 10 maggio 2000   | LINEAR          |
| 92431 - | 2000 JO65                | 6 maggio 2000    | LINEAR          |
| 92432 - | 2000 JQ65                | 6 maggio 2000    | LINEAR          |
| 92433 - | 2000 JN66                | 6 maggio 2000    | LINEAR          |
| 92434 - | 2000 JV71                | 1 maggio 2000    | LONEOS          |
| 92435 - | 2000 JW73                | 2 maggio 2000    | Spacewatch      |
| 92436 - | 2000 JX76                | 7 maggio 2000    | LINEAR          |
| 92437 - | 2000 JZ80                | 1 maggio 2000    | NEAT            |
| 92438 - | 2000 JX85                | 2 maggio 2000    | LONEOS          |
| 92439 - | 2000 KD                  | 24 maggio 2000   | Spacewatch      |
| 92440 - | 2000 KG1                 | 24 maggio 2000   | L. Šarounová    |
| 92441 - | 2000 KY1                 | 26 maggio 2000   | Črni Vrh        |
| 92442 - | 2000 KF4                 | 27 maggio 2000   | J. Broughton    |
| 92443 - | 2000 KS4                 | 27 maggio 2000   | LINEAR          |
| 92444 - | 2000 KG5                 | 28 maggio 2000   | LINEAR          |
| 92445 - | 2000 KL5                 | 28 maggio 2000   | LINEAR          |
| 92446 - | 2000 KS6                 | 27 maggio 2000   | LINEAR          |
| 92447 - | 2000 KR7                 | 27 maggio 2000   | LINEAR          |
| 92448 - | 2000 KC9                 | 28 maggio 2000   | LINEAR          |
| 92449 - | 2000 KU10                | 28 maggio 2000   | LINEAR          |
| 92450 - | 2000 KW13                | 28 maggio 2000   | LINEAR          |
| 92451 - | 2000 KS20                | 28 maggio 2000   | LINEAR          |
| 92452 - | 2000 KV20                | 28 maggio 2000   | LINEAR          |
| 92453 - | 2000 KZ21                | 28 maggio 2000   | LINEAR          |
| 92454 - | 2000 KV25                | 28 maggio 2000   | LINEAR          |
| 92455 - | 2000 KQ28                | 28 maggio 2000   | LINEAR          |
| 92456 - | 2000 KB34                | 29 maggio 2000   | J. Broughton    |
| 92457 - | 2000 KY34                | 27 maggio 2000   | LINEAR          |
| 92458 - | 2000 KO35                | 27 maggio 2000   | LINEAR          |
| 92459 - | 2000 KC39                | 24 maggio 2000   | Spacewatch      |
| 92460 - | 2000 KT39                | 24 maggio 2000   | Spacewatch      |
| 92461 - | 2000 KQ43                | 26 maggio 2000   | Spacewatch      |
| 92462 - | 2000 KB55                | 27 maggio 2000   | LINEAR          |
| 92463 - | 2000 KB56                | 27 maggio 2000   | LINEAR          |
| 92464 - | 2000 KS56                | 27 maggio 2000   | LINEAR          |
| 92465 - | 2000 KB57                | 28 maggio 2000   | LINEAR          |
| 92466 - | 2000 KS57                | 24 maggio 2000   | LONEOS          |
| 92467 - | 2000 KY58                | 24 maggio 2000   | LONEOS          |
| 92468 - | 2000 KU60                | 25 maggio 2000   | LONEOS          |
| 92469 - | 2000 KX62                | 26 maggio 2000   | LONEOS          |
| 92470 - | 2000 KK63                | 26 maggio 2000   | LONEOS          |
| 92471 - | 2000 KX69                | 29 maggio 2000   | Spacewatch      |
| 92472 - | 2000 KR70                | 28 maggio 2000   | LONEOS          |
| 92473 - | 2000 LP                  | 2 giugno 2000    | J. Broughton    |
| 92474 - | 2000 LF4                 | 4 giugno 2000    | LINEAR          |
| 92475 - | 2000 LQ4                 | 5 giugno 2000    | LINEAR          |
| 92476 - | 2000 LA5                 | 5 giugno 2000    | LINEAR          |
| 92477 - | 2000 LP5                 | 5 giugno 2000    | LINEAR          |
| 92478 - | 2000 LA8                 | 6 giugno 2000    | LINEAR          |
| 92479 - | 2000 LZ8                 | 5 giugno 2000    | LINEAR          |
| 92480 - | 2000 LM9                 | 5 giugno 2000    | LINEAR          |
| 92481 - | 2000 LC11                | 4 giugno 2000    | LINEAR          |
| 92482 - | 2000 LQ13                | 6 giugno 2000    | LINEAR          |
| 92483 - | 2000 LL20                | 8 giugno 2000    | LINEAR          |
| 92484 - | 2000 LV21                | 8 giugno 2000    | LINEAR          |
| 92485 - | 2000 LM23                | 10 giugno 2000   | Spacewatch      |
| 92486 - | 2000 LR30                | 9 giugno 2000    | NEAT            |
| 92487 - | 2000 LL31                | 5 giugno 2000    | LONEOS          |
| 92488 - | 2000 LH36                | 1 giugno 2000    | NEAT            |
| 92489 - | 2000 MK                  | 24 giugno 2000   | F. B. Zoltowski |
| 92490 - | 2000 MG2                 | 29 giugno 2000   | J. Broughton    |
| 92491 - | 2000 MA3                 | 29 giugno 2000   | J. Broughton    |
| 92492 - | 2000 MV3                 | 24 giugno 2000   | LINEAR          |
| 92493 - | 2000 MX4                 | 25 giugno 2000   | LINEAR          |
| 92494 - | 2000 MH6                 | 24 giugno 2000   | LINEAR          |
| 92495 - | 2000 NY                  | 4 luglio 2000    | P. G. Comba     |
| 92496 - | 2000 NB2                 | 5 luglio 2000    | J. Broughton    |
| 92497 - | 2000 NQ2                 | 3 luglio 2000    | LINEAR          |
| 92498 - | 2000 NH9                 | 7 luglio 2000    | LINEAR          |
| 92499 - | 2000 NQ13                | 5 luglio 2000    | LONEOS          |
| 92500 - | 2000 NY13                | 5 luglio 2000    | LONEOS          |

## 92501-92600
| Nome              | Designazione provvisoria | Data di scoperta | Scopritore     |
| ----------------- | ------------------------ | ---------------- | -------------- |
| 92501 -           | 2000 NF15                | 5 luglio 2000    | LONEOS         |
| 92502 -           | 2000 NP15                | 5 luglio 2000    | LONEOS         |
| 92503 -           | 2000 NQ15                | 5 luglio 2000    | LONEOS         |
| 92504 -           | 2000 NR15                | 5 luglio 2000    | LONEOS         |
| 92505 -           | 2000 NK16                | 5 luglio 2000    | LONEOS         |
| 92506 -           | 2000 NU16                | 5 luglio 2000    | LONEOS         |
| 92507 -           | 2000 NS17                | 5 luglio 2000    | LONEOS         |
| 92508 -           | 2000 NT17                | 5 luglio 2000    | LONEOS         |
| 92509 -           | 2000 NU18                | 5 luglio 2000    | LONEOS         |
| 92510 -           | 2000 NH19                | 5 luglio 2000    | LONEOS         |
| 92511 -           | 2000 NK20                | 6 luglio 2000    | Spacewatch     |
| 92512 -           | 2000 NN20                | 6 luglio 2000    | Spacewatch     |
| 92513 -           | 2000 NW20                | 6 luglio 2000    | LONEOS         |
| 92514 -           | 2000 ND21                | 6 luglio 2000    | LONEOS         |
| 92515 -           | 2000 NZ21                | 7 luglio 2000    | LINEAR         |
| 92516 -           | 2000 ND25                | 4 luglio 2000    | LONEOS         |
| 92517 -           | 2000 NZ25                | 4 luglio 2000    | LONEOS         |
| 92518 -           | 2000 NR26                | 4 luglio 2000    | LONEOS         |
| 92519 -           | 2000 NO27                | 4 luglio 2000    | LONEOS         |
| 92520 -           | 2000 NH28                | 3 luglio 2000    | LINEAR         |
| 92521 -           | 2000 NM28                | 3 luglio 2000    | LINEAR         |
| 92522 -           | 2000 NS28                | 2 luglio 2000    | Spacewatch     |
| 92523 -           | 2000 NO29                | 4 luglio 2000    | LONEOS         |
| 92524 -           | 2000 ON1                 | 25 luglio 2000   | Spacewatch     |
| 92525 Delucchi    | 2000 OV2                 | 28 luglio 2000   | S. Sposetti    |
| 92526 -           | 2000 OB3                 | 23 luglio 2000   | LINEAR         |
| 92527 -           | 2000 OJ7                 | 30 luglio 2000   | Lake Tekapo    |
| 92528 -           | 2000 OQ8                 | 23 luglio 2000   | LINEAR         |
| 92529 -           | 2000 OK11                | 23 luglio 2000   | LINEAR         |
| 92530 -           | 2000 OM13                | 23 luglio 2000   | LINEAR         |
| 92531 -           | 2000 OD14                | 23 luglio 2000   | LINEAR         |
| 92532 -           | 2000 OJ14                | 23 luglio 2000   | LINEAR         |
| 92533 -           | 2000 OQ14                | 23 luglio 2000   | LINEAR         |
| 92534 -           | 2000 OW15                | 23 luglio 2000   | LINEAR         |
| 92535 -           | 2000 OX15                | 23 luglio 2000   | LINEAR         |
| 92536 -           | 2000 OE16                | 23 luglio 2000   | LINEAR         |
| 92537 -           | 2000 OS16                | 23 luglio 2000   | LINEAR         |
| 92538 -           | 2000 OF18                | 23 luglio 2000   | LINEAR         |
| 92539 -           | 2000 OB19                | 23 luglio 2000   | LINEAR         |
| 92540 -           | 2000 OA20                | 30 luglio 2000   | LINEAR         |
| 92541 -           | 2000 OX20                | 31 luglio 2000   | LINEAR         |
| 92542 -           | 2000 OW21                | 31 luglio 2000   | W. Bickel      |
| 92543 -           | 2000 OB27                | 23 luglio 2000   | LINEAR         |
| 92544 -           | 2000 OE27                | 23 luglio 2000   | LINEAR         |
| 92545 -           | 2000 OV30                | 30 luglio 2000   | LINEAR         |
| 92546 -           | 2000 OF31                | 30 luglio 2000   | LINEAR         |
| 92547 -           | 2000 OC32                | 30 luglio 2000   | LINEAR         |
| 92548 -           | 2000 OX33                | 30 luglio 2000   | LINEAR         |
| 92549 -           | 2000 OK34                | 30 luglio 2000   | LINEAR         |
| 92550 -           | 2000 OX34                | 30 luglio 2000   | LINEAR         |
| 92551 -           | 2000 OV36                | 30 luglio 2000   | LINEAR         |
| 92552 -           | 2000 OZ36                | 30 luglio 2000   | LINEAR         |
| 92553 -           | 2000 OR37                | 30 luglio 2000   | LINEAR         |
| 92554 -           | 2000 OK38                | 30 luglio 2000   | LINEAR         |
| 92555 -           | 2000 OZ38                | 30 luglio 2000   | LINEAR         |
| 92556 -           | 2000 OP39                | 30 luglio 2000   | LINEAR         |
| 92557 -           | 2000 OY40                | 30 luglio 2000   | LINEAR         |
| 92558 -           | 2000 OD43                | 30 luglio 2000   | LINEAR         |
| 92559 -           | 2000 OO45                | 30 luglio 2000   | LINEAR         |
| 92560 -           | 2000 OX45                | 30 luglio 2000   | LINEAR         |
| 92561 -           | 2000 OK46                | 31 luglio 2000   | LINEAR         |
| 92562 -           | 2000 OX50                | 31 luglio 2000   | LINEAR         |
| 92563 -           | 2000 OZ50                | 30 luglio 2000   | J. Broughton   |
| 92564 -           | 2000 OQ51                | 30 luglio 2000   | LINEAR         |
| 92565 -           | 2000 ON52                | 30 luglio 2000   | LINEAR         |
| 92566 -           | 2000 OM53                | 30 luglio 2000   | LINEAR         |
| 92567 -           | 2000 OU55                | 29 luglio 2000   | LONEOS         |
| 92568 -           | 2000 OJ56                | 29 luglio 2000   | LONEOS         |
| 92569 -           | 2000 OC58                | 29 luglio 2000   | LONEOS         |
| 92570 -           | 2000 OE58                | 29 luglio 2000   | LONEOS         |
| 92571 -           | 2000 OF58                | 29 luglio 2000   | LONEOS         |
| 92572 -           | 2000 ON58                | 29 luglio 2000   | LONEOS         |
| 92573 -           | 2000 OZ58                | 29 luglio 2000   | LONEOS         |
| 92574 -           | 2000 OE59                | 29 luglio 2000   | LONEOS         |
| 92575 -           | 2000 OJ59                | 29 luglio 2000   | LONEOS         |
| 92576 -           | 2000 OY59                | 29 luglio 2000   | LONEOS         |
| 92577 -           | 2000 OD60                | 29 luglio 2000   | LONEOS         |
| 92578 Benecchi    | 2000 OC62                | 30 luglio 2000   | M. W. Buie     |
| 92579 Dwight      | 2000 OK69                | 31 luglio 2000   | M. W. Buie     |
| 92580 -           | 2000 PZ                  | 1 agosto 2000    | LINEAR         |
| 92581 -           | 2000 PY1                 | 1 agosto 2000    | LINEAR         |
| 92582 -           | 2000 PZ1                 | 1 agosto 2000    | LINEAR         |
| 92583 -           | 2000 PA2                 | 1 agosto 2000    | LINEAR         |
| 92584 -           | 2000 PW2                 | 2 agosto 2000    | LINEAR         |
| 92585 Fumagalli   | 2000 PP8                 | 7 agosto 2000    | S. Sposetti    |
| 92586 Jaxonpowell | 2000 PS8                 | 9 agosto 2000    | L. Ball        |
| 92587 -           | 2000 PH9                 | 6 agosto 2000    | R. H. McNaught |
| 92588 -           | 2000 PJ11                | 1 agosto 2000    | LINEAR         |
| 92589 -           | 2000 PO12                | 3 agosto 2000    | LINEAR         |
| 92590 -           | 2000 PT13                | 1 agosto 2000    | LINEAR         |
| 92591 -           | 2000 PX14                | 1 agosto 2000    | LINEAR         |
| 92592 -           | 2000 PV15                | 1 agosto 2000    | LINEAR         |
| 92593 -           | 2000 PN16                | 1 agosto 2000    | LINEAR         |
| 92594 -           | 2000 PV16                | 1 agosto 2000    | LINEAR         |
| 92595 -           | 2000 PE17                | 1 agosto 2000    | LINEAR         |
| 92596 -           | 2000 PN18                | 1 agosto 2000    | LINEAR         |
| 92597 -           | 2000 PE19                | 1 agosto 2000    | LINEAR         |
| 92598 -           | 2000 PM19                | 1 agosto 2000    | LINEAR         |
| 92599 -           | 2000 PR19                | 1 agosto 2000    | LINEAR         |
| 92600 -           | 2000 PW19                | 1 agosto 2000    | LINEAR         |

## 92601-92700
| Nome               | Designazione provvisoria | Data di scoperta | Scopritore            |
| ------------------ | ------------------------ | ---------------- | --------------------- |
| 92601 -            | 2000 PL20                | 1 agosto 2000    | LINEAR                |
| 92602 -            | 2000 PO20                | 1 agosto 2000    | LINEAR                |
| 92603 -            | 2000 PF21                | 1 agosto 2000    | LINEAR                |
| 92604 -            | 2000 PZ21                | 1 agosto 2000    | LINEAR                |
| 92605 -            | 2000 PR22                | 2 agosto 2000    | LINEAR                |
| 92606 -            | 2000 PB23                | 2 agosto 2000    | LINEAR                |
| 92607 -            | 2000 PM23                | 2 agosto 2000    | LINEAR                |
| 92608 -            | 2000 PR23                | 2 agosto 2000    | LINEAR                |
| 92609 -            | 2000 PO24                | 2 agosto 2000    | LINEAR                |
| 92610 -            | 2000 PP24                | 2 agosto 2000    | Spacewatch            |
| 92611 -            | 2000 PK26                | 5 agosto 2000    | NEAT                  |
| 92612 -            | 2000 PZ26                | 9 agosto 2000    | LINEAR                |
| 92613 -            | 2000 QO                  | 21 agosto 2000   | P. G. Comba           |
| 92614 Kazutami     | 2000 QY                  | 23 agosto 2000   | S. Sposetti           |
| 92615 -            | 2000 QR1                 | 23 agosto 2000   | S. Sposetti           |
| 92616 -            | 2000 QU1                 | 24 agosto 2000   | S. Sposetti           |
| 92617 -            | 2000 QU3                 | 24 agosto 2000   | LINEAR                |
| 92618 -            | 2000 QU4                 | 24 agosto 2000   | LINEAR                |
| 92619 -            | 2000 QW4                 | 24 agosto 2000   | LINEAR                |
| 92620 -            | 2000 QG5                 | 24 agosto 2000   | LINEAR                |
| 92621 -            | 2000 QY5                 | 24 agosto 2000   | LINEAR                |
| 92622 -            | 2000 QB6                 | 24 agosto 2000   | LINEAR                |
| 92623 -            | 2000 QB8                 | 25 agosto 2000   | K. Korlević, M. Jurić |
| 92624 -            | 2000 QJ10                | 24 agosto 2000   | LINEAR                |
| 92625 -            | 2000 QY12                | 24 agosto 2000   | LINEAR                |
| 92626 -            | 2000 QJ13                | 24 agosto 2000   | LINEAR                |
| 92627 -            | 2000 QW13                | 24 agosto 2000   | LINEAR                |
| 92628 -            | 2000 QF14                | 24 agosto 2000   | LINEAR                |
| 92629 -            | 2000 QD15                | 24 agosto 2000   | LINEAR                |
| 92630 -            | 2000 QG15                | 24 agosto 2000   | LINEAR                |
| 92631 -            | 2000 QE17                | 24 agosto 2000   | LINEAR                |
| 92632 -            | 2000 QH17                | 24 agosto 2000   | LINEAR                |
| 92633 -            | 2000 QM18                | 24 agosto 2000   | LINEAR                |
| 92634 -            | 2000 QN19                | 24 agosto 2000   | LINEAR                |
| 92635 -            | 2000 QP20                | 24 agosto 2000   | LINEAR                |
| 92636 -            | 2000 QS20                | 24 agosto 2000   | LINEAR                |
| 92637 -            | 2000 QL21                | 24 agosto 2000   | LINEAR                |
| 92638 -            | 2000 QO21                | 24 agosto 2000   | LINEAR                |
| 92639 -            | 2000 QX21                | 24 agosto 2000   | LINEAR                |
| 92640 -            | 2000 QL22                | 25 agosto 2000   | LINEAR                |
| 92641 -            | 2000 QM23                | 25 agosto 2000   | LINEAR                |
| 92642 -            | 2000 QQ23                | 25 agosto 2000   | LINEAR                |
| 92643 -            | 2000 QE24                | 25 agosto 2000   | LINEAR                |
| 92644 -            | 2000 QU26                | 24 agosto 2000   | LINEAR                |
| 92645 -            | 2000 QB29                | 24 agosto 2000   | LINEAR                |
| 92646 -            | 2000 QC31                | 26 agosto 2000   | LINEAR                |
| 92647 -            | 2000 QF31                | 26 agosto 2000   | LINEAR                |
| 92648 -            | 2000 QF35                | 28 agosto 2000   | J. Broughton          |
| 92649 -            | 2000 QV35                | 24 agosto 2000   | LINEAR                |
| 92650 -            | 2000 QJ36                | 24 agosto 2000   | LINEAR                |
| 92651 -            | 2000 QQ36                | 24 agosto 2000   | LINEAR                |
| 92652 -            | 2000 QX36                | 24 agosto 2000   | LINEAR                |
| 92653 -            | 2000 QK37                | 24 agosto 2000   | LINEAR                |
| 92654 -            | 2000 QW37                | 24 agosto 2000   | LINEAR                |
| 92655 -            | 2000 QD38                | 24 agosto 2000   | LINEAR                |
| 92656 -            | 2000 QU39                | 24 agosto 2000   | LINEAR                |
| 92657 -            | 2000 QA40                | 24 agosto 2000   | LINEAR                |
| 92658 -            | 2000 QV40                | 24 agosto 2000   | LINEAR                |
| 92659 -            | 2000 QE43                | 24 agosto 2000   | LINEAR                |
| 92660 -            | 2000 QF43                | 24 agosto 2000   | LINEAR                |
| 92661 -            | 2000 QG43                | 24 agosto 2000   | LINEAR                |
| 92662 -            | 2000 QZ43                | 24 agosto 2000   | LINEAR                |
| 92663 -            | 2000 QQ44                | 24 agosto 2000   | LINEAR                |
| 92664 -            | 2000 QB47                | 24 agosto 2000   | LINEAR                |
| 92665 -            | 2000 QD50                | 24 agosto 2000   | LINEAR                |
| 92666 -            | 2000 QO51                | 24 agosto 2000   | LINEAR                |
| 92667 -            | 2000 QT51                | 24 agosto 2000   | LINEAR                |
| 92668 -            | 2000 QB53                | 24 agosto 2000   | LINEAR                |
| 92669 -            | 2000 QG54                | 25 agosto 2000   | LINEAR                |
| 92670 -            | 2000 QU55                | 25 agosto 2000   | LINEAR                |
| 92671 -            | 2000 QX55                | 25 agosto 2000   | LINEAR                |
| 92672 -            | 2000 QK56                | 26 agosto 2000   | LINEAR                |
| 92673 -            | 2000 QL56                | 26 agosto 2000   | LINEAR                |
| 92674 -            | 2000 QO57                | 26 agosto 2000   | LINEAR                |
| 92675 -            | 2000 QF61                | 28 agosto 2000   | LINEAR                |
| 92676 -            | 2000 QQ61                | 28 agosto 2000   | LINEAR                |
| 92677 -            | 2000 QW62                | 28 agosto 2000   | LINEAR                |
| 92678 -            | 2000 QB63                | 28 agosto 2000   | LINEAR                |
| 92679 -            | 2000 QS63                | 28 agosto 2000   | LINEAR                |
| 92680 -            | 2000 QG64                | 28 agosto 2000   | LINEAR                |
| 92681 -            | 2000 QK67                | 28 agosto 2000   | LINEAR                |
| 92682 -            | 2000 QT67                | 28 agosto 2000   | LINEAR                |
| 92683 -            | 2000 QZ67                | 28 agosto 2000   | LINEAR                |
| 92684 -            | 2000 QN69                | 26 agosto 2000   | Spacewatch            |
| 92685 Cordellorenz | 2000 QD71                | 31 agosto 2000   | D. T. Durig           |
| 92686 -            | 2000 QQ73                | 24 agosto 2000   | LINEAR                |
| 92687 -            | 2000 QD74                | 24 agosto 2000   | LINEAR                |
| 92688 -            | 2000 QE74                | 24 agosto 2000   | LINEAR                |
| 92689 -            | 2000 QK74                | 24 agosto 2000   | LINEAR                |
| 92690 -            | 2000 QN74                | 24 agosto 2000   | LINEAR                |
| 92691 -            | 2000 QD75                | 24 agosto 2000   | LINEAR                |
| 92692 -            | 2000 QJ75                | 24 agosto 2000   | LINEAR                |
| 92693 -            | 2000 QQ75                | 24 agosto 2000   | LINEAR                |
| 92694 -            | 2000 QO77                | 24 agosto 2000   | LINEAR                |
| 92695 -            | 2000 QB78                | 24 agosto 2000   | LINEAR                |
| 92696 -            | 2000 QJ78                | 24 agosto 2000   | LINEAR                |
| 92697 -            | 2000 QP78                | 24 agosto 2000   | LINEAR                |
| 92698 -            | 2000 QT78                | 24 agosto 2000   | LINEAR                |
| 92699 -            | 2000 QD80                | 24 agosto 2000   | LINEAR                |
| 92700 -            | 2000 QT81                | 24 agosto 2000   | LINEAR                |

## 92701-92800
| Nome    | Designazione provvisoria | Data di scoperta | Scopritore  |
| ------- | ------------------------ | ---------------- | ----------- |
| 92701 - | 2000 QC82                | 24 agosto 2000   | LINEAR      |
| 92702 - | 2000 QT82                | 24 agosto 2000   | LINEAR      |
| 92703 - | 2000 QE83                | 24 agosto 2000   | LINEAR      |
| 92704 - | 2000 QK83                | 24 agosto 2000   | LINEAR      |
| 92705 - | 2000 QY83                | 24 agosto 2000   | LINEAR      |
| 92706 - | 2000 QL84                | 25 agosto 2000   | LINEAR      |
| 92707 - | 2000 QM84                | 25 agosto 2000   | LINEAR      |
| 92708 - | 2000 QB85                | 25 agosto 2000   | LINEAR      |
| 92709 - | 2000 QP86                | 25 agosto 2000   | LINEAR      |
| 92710 - | 2000 QL87                | 25 agosto 2000   | LINEAR      |
| 92711 - | 2000 QP88                | 25 agosto 2000   | LINEAR      |
| 92712 - | 2000 QQ88                | 25 agosto 2000   | LINEAR      |
| 92713 - | 2000 QR88                | 25 agosto 2000   | LINEAR      |
| 92714 - | 2000 QB89                | 25 agosto 2000   | LINEAR      |
| 92715 - | 2000 QJ90                | 25 agosto 2000   | LINEAR      |
| 92716 - | 2000 QP91                | 25 agosto 2000   | LINEAR      |
| 92717 - | 2000 QU91                | 25 agosto 2000   | LINEAR      |
| 92718 - | 2000 QG92                | 25 agosto 2000   | LINEAR      |
| 92719 - | 2000 QX92                | 25 agosto 2000   | LINEAR      |
| 92720 - | 2000 QH93                | 25 agosto 2000   | LINEAR      |
| 92721 - | 2000 QX93                | 26 agosto 2000   | LINEAR      |
| 92722 - | 2000 QY94                | 26 agosto 2000   | LINEAR      |
| 92723 - | 2000 QH96                | 28 agosto 2000   | LINEAR      |
| 92724 - | 2000 QZ96                | 28 agosto 2000   | LINEAR      |
| 92725 - | 2000 QD97                | 28 agosto 2000   | LINEAR      |
| 92726 - | 2000 QF97                | 28 agosto 2000   | LINEAR      |
| 92727 - | 2000 QV97                | 28 agosto 2000   | LINEAR      |
| 92728 - | 2000 QX98                | 28 agosto 2000   | LINEAR      |
| 92729 - | 2000 QX99                | 28 agosto 2000   | LINEAR      |
| 92730 - | 2000 QZ99                | 28 agosto 2000   | LINEAR      |
| 92731 - | 2000 QM100               | 28 agosto 2000   | LINEAR      |
| 92732 - | 2000 QP100               | 28 agosto 2000   | LINEAR      |
| 92733 - | 2000 QB101               | 28 agosto 2000   | LINEAR      |
| 92734 - | 2000 QE101               | 28 agosto 2000   | LINEAR      |
| 92735 - | 2000 QJ101               | 28 agosto 2000   | LINEAR      |
| 92736 - | 2000 QM102               | 28 agosto 2000   | LINEAR      |
| 92737 - | 2000 QR102               | 28 agosto 2000   | LINEAR      |
| 92738 - | 2000 QN104               | 28 agosto 2000   | LINEAR      |
| 92739 - | 2000 QZ105               | 28 agosto 2000   | LINEAR      |
| 92740 - | 2000 QK106               | 29 agosto 2000   | LINEAR      |
| 92741 - | 2000 QN106               | 29 agosto 2000   | LINEAR      |
| 92742 - | 2000 QC108               | 29 agosto 2000   | LINEAR      |
| 92743 - | 2000 QP108               | 29 agosto 2000   | LINEAR      |
| 92744 - | 2000 QV108               | 29 agosto 2000   | LINEAR      |
| 92745 - | 2000 QW108               | 29 agosto 2000   | LINEAR      |
| 92746 - | 2000 QK110               | 24 agosto 2000   | LINEAR      |
| 92747 - | 2000 QQ110               | 24 agosto 2000   | LINEAR      |
| 92748 - | 2000 QS111               | 24 agosto 2000   | LINEAR      |
| 92749 - | 2000 QT111               | 24 agosto 2000   | LINEAR      |
| 92750 - | 2000 QC112               | 24 agosto 2000   | LINEAR      |
| 92751 - | 2000 QM112               | 24 agosto 2000   | LINEAR      |
| 92752 - | 2000 QQ112               | 24 agosto 2000   | LINEAR      |
| 92753 - | 2000 QG113               | 24 agosto 2000   | LINEAR      |
| 92754 - | 2000 QY113               | 24 agosto 2000   | LINEAR      |
| 92755 - | 2000 QL115               | 25 agosto 2000   | LINEAR      |
| 92756 - | 2000 QA116               | 26 agosto 2000   | LINEAR      |
| 92757 - | 2000 QM118               | 25 agosto 2000   | LINEAR      |
| 92758 - | 2000 QE120               | 25 agosto 2000   | LINEAR      |
| 92759 - | 2000 QM120               | 25 agosto 2000   | LINEAR      |
| 92760 - | 2000 QK121               | 25 agosto 2000   | LINEAR      |
| 92761 - | 2000 QD122               | 25 agosto 2000   | LINEAR      |
| 92762 - | 2000 QF123               | 25 agosto 2000   | LINEAR      |
| 92763 - | 2000 QV123               | 25 agosto 2000   | LINEAR      |
| 92764 - | 2000 QE125               | 31 agosto 2000   | LINEAR      |
| 92765 - | 2000 QJ125               | 31 agosto 2000   | LINEAR      |
| 92766 - | 2000 QM125               | 31 agosto 2000   | LINEAR      |
| 92767 - | 2000 QF126               | 31 agosto 2000   | LINEAR      |
| 92768 - | 2000 QT126               | 31 agosto 2000   | LINEAR      |
| 92769 - | 2000 QZ126               | 24 agosto 2000   | LINEAR      |
| 92770 - | 2000 QO129               | 30 agosto 2000   | K. Korlević |
| 92771 - | 2000 QS132               | 26 agosto 2000   | LINEAR      |
| 92772 - | 2000 QW132               | 26 agosto 2000   | LINEAR      |
| 92773 - | 2000 QP133               | 26 agosto 2000   | LINEAR      |
| 92774 - | 2000 QU133               | 26 agosto 2000   | LINEAR      |
| 92775 - | 2000 QA134               | 26 agosto 2000   | LINEAR      |
| 92776 - | 2000 QB134               | 26 agosto 2000   | LINEAR      |
| 92777 - | 2000 QM134               | 26 agosto 2000   | LINEAR      |
| 92778 - | 2000 QE135               | 26 agosto 2000   | LINEAR      |
| 92779 - | 2000 QR135               | 26 agosto 2000   | LINEAR      |
| 92780 - | 2000 QZ136               | 29 agosto 2000   | LINEAR      |
| 92781 - | 2000 QA137               | 29 agosto 2000   | LINEAR      |
| 92782 - | 2000 QJ138               | 31 agosto 2000   | LINEAR      |
| 92783 - | 2000 QT140               | 31 agosto 2000   | LINEAR      |
| 92784 - | 2000 QA141               | 31 agosto 2000   | LINEAR      |
| 92785 - | 2000 QG143               | 31 agosto 2000   | LINEAR      |
| 92786 - | 2000 QJ143               | 31 agosto 2000   | LINEAR      |
| 92787 - | 2000 QE144               | 31 agosto 2000   | LINEAR      |
| 92788 - | 2000 QO144               | 31 agosto 2000   | LINEAR      |
| 92789 - | 2000 QF146               | 31 agosto 2000   | LINEAR      |
| 92790 - | 2000 QE149               | 24 agosto 2000   | LINEAR      |
| 92791 - | 2000 QX151               | 26 agosto 2000   | LINEAR      |
| 92792 - | 2000 QB152               | 26 agosto 2000   | LINEAR      |
| 92793 - | 2000 QD152               | 28 agosto 2000   | LINEAR      |
| 92794 - | 2000 QP152               | 29 agosto 2000   | LINEAR      |
| 92795 - | 2000 QA153               | 29 agosto 2000   | LINEAR      |
| 92796 - | 2000 QC153               | 29 agosto 2000   | LINEAR      |
| 92797 - | 2000 QF156               | 31 agosto 2000   | LINEAR      |
| 92798 - | 2000 QP156               | 31 agosto 2000   | LINEAR      |
| 92799 - | 2000 QX156               | 31 agosto 2000   | LINEAR      |
| 92800 - | 2000 QK158               | 31 agosto 2000   | LINEAR      |

## 92801-92900
| Nome                 | Designazione provvisoria | Data di scoperta | Scopritore |
| -------------------- | ------------------------ | ---------------- | ---------- |
| 92801 -              | 2000 QC159               | 31 agosto 2000   | LINEAR     |
| 92802 -              | 2000 QN161               | 31 agosto 2000   | LINEAR     |
| 92803 -              | 2000 QO161               | 31 agosto 2000   | LINEAR     |
| 92804 -              | 2000 QA163               | 31 agosto 2000   | LINEAR     |
| 92805 -              | 2000 QH163               | 31 agosto 2000   | LINEAR     |
| 92806 -              | 2000 QZ163               | 31 agosto 2000   | LINEAR     |
| 92807 -              | 2000 QK165               | 31 agosto 2000   | LINEAR     |
| 92808 -              | 2000 QE166               | 31 agosto 2000   | LINEAR     |
| 92809 -              | 2000 QM166               | 31 agosto 2000   | LINEAR     |
| 92810 -              | 2000 QN166               | 31 agosto 2000   | LINEAR     |
| 92811 -              | 2000 QF167               | 31 agosto 2000   | LINEAR     |
| 92812 -              | 2000 QY169               | 31 agosto 2000   | LINEAR     |
| 92813 -              | 2000 QO170               | 31 agosto 2000   | LINEAR     |
| 92814 -              | 2000 QZ171               | 31 agosto 2000   | LINEAR     |
| 92815 -              | 2000 QC172               | 31 agosto 2000   | LINEAR     |
| 92816 -              | 2000 QE173               | 31 agosto 2000   | LINEAR     |
| 92817 -              | 2000 QO173               | 31 agosto 2000   | LINEAR     |
| 92818 -              | 2000 QW174               | 31 agosto 2000   | LINEAR     |
| 92819 -              | 2000 QE175               | 31 agosto 2000   | LINEAR     |
| 92820 -              | 2000 QX175               | 31 agosto 2000   | LINEAR     |
| 92821 -              | 2000 QZ176               | 31 agosto 2000   | LINEAR     |
| 92822 -              | 2000 QD177               | 31 agosto 2000   | LINEAR     |
| 92823 -              | 2000 QM177               | 31 agosto 2000   | LINEAR     |
| 92824 -              | 2000 QP177               | 31 agosto 2000   | LINEAR     |
| 92825 -              | 2000 QQ177               | 31 agosto 2000   | LINEAR     |
| 92826 -              | 2000 QL179               | 31 agosto 2000   | LINEAR     |
| 92827 -              | 2000 QJ182               | 31 agosto 2000   | LINEAR     |
| 92828 -              | 2000 QQ182               | 31 agosto 2000   | LINEAR     |
| 92829 -              | 2000 QS182               | 31 agosto 2000   | LINEAR     |
| 92830 -              | 2000 QX182               | 26 agosto 2000   | LINEAR     |
| 92831 -              | 2000 QZ182               | 31 agosto 2000   | LINEAR     |
| 92832 -              | 2000 QQ183               | 26 agosto 2000   | LINEAR     |
| 92833 -              | 2000 QK184               | 26 agosto 2000   | LINEAR     |
| 92834 -              | 2000 QD185               | 26 agosto 2000   | LINEAR     |
| 92835 -              | 2000 QF185               | 26 agosto 2000   | LINEAR     |
| 92836 -              | 2000 QN187               | 26 agosto 2000   | LINEAR     |
| 92837 -              | 2000 QP187               | 26 agosto 2000   | LINEAR     |
| 92838 -              | 2000 QB188               | 26 agosto 2000   | LINEAR     |
| 92839 -              | 2000 QK189               | 26 agosto 2000   | LINEAR     |
| 92840 -              | 2000 QA190               | 26 agosto 2000   | LINEAR     |
| 92841 -              | 2000 QH190               | 26 agosto 2000   | LINEAR     |
| 92842 -              | 2000 QA194               | 29 agosto 2000   | LINEAR     |
| 92843 -              | 2000 QP194               | 31 agosto 2000   | LINEAR     |
| 92844 -              | 2000 QB195               | 26 agosto 2000   | LINEAR     |
| 92845 -              | 2000 QJ195               | 26 agosto 2000   | LINEAR     |
| 92846 -              | 2000 QW195               | 28 agosto 2000   | LINEAR     |
| 92847 -              | 2000 QF196               | 28 agosto 2000   | LINEAR     |
| 92848 -              | 2000 QW197               | 29 agosto 2000   | LINEAR     |
| 92849 -              | 2000 QC198               | 29 agosto 2000   | LINEAR     |
| 92850 -              | 2000 QM198               | 29 agosto 2000   | LINEAR     |
| 92851 -              | 2000 QU199               | 29 agosto 2000   | LINEAR     |
| 92852 -              | 2000 QA200               | 29 agosto 2000   | LINEAR     |
| 92853 -              | 2000 QT202               | 29 agosto 2000   | LINEAR     |
| 92854 -              | 2000 QL204               | 31 agosto 2000   | LINEAR     |
| 92855 -              | 2000 QW204               | 31 agosto 2000   | LINEAR     |
| 92856 -              | 2000 QG205               | 31 agosto 2000   | LINEAR     |
| 92857 -              | 2000 QQ205               | 31 agosto 2000   | LINEAR     |
| 92858 -              | 2000 QV205               | 31 agosto 2000   | LINEAR     |
| 92859 -              | 2000 QE206               | 31 agosto 2000   | LINEAR     |
| 92860 -              | 2000 QP206               | 31 agosto 2000   | LINEAR     |
| 92861 -              | 2000 QS206               | 31 agosto 2000   | LINEAR     |
| 92862 -              | 2000 QP208               | 31 agosto 2000   | LINEAR     |
| 92863 -              | 2000 QQ208               | 31 agosto 2000   | LINEAR     |
| 92864 -              | 2000 QJ209               | 31 agosto 2000   | LINEAR     |
| 92865 -              | 2000 QH211               | 31 agosto 2000   | LINEAR     |
| 92866 -              | 2000 QD212               | 31 agosto 2000   | LINEAR     |
| 92867 -              | 2000 QU212               | 31 agosto 2000   | LINEAR     |
| 92868 -              | 2000 QB213               | 31 agosto 2000   | LINEAR     |
| 92869 -              | 2000 QP213               | 31 agosto 2000   | LINEAR     |
| 92870 -              | 2000 QH214               | 31 agosto 2000   | LINEAR     |
| 92871 -              | 2000 QK214               | 31 agosto 2000   | LINEAR     |
| 92872 -              | 2000 QN214               | 31 agosto 2000   | LINEAR     |
| 92873 -              | 2000 QW214               | 31 agosto 2000   | LINEAR     |
| 92874 -              | 2000 QT215               | 31 agosto 2000   | LINEAR     |
| 92875 -              | 2000 QZ216               | 31 agosto 2000   | LINEAR     |
| 92876 -              | 2000 QY217               | 31 agosto 2000   | LINEAR     |
| 92877 -              | 2000 QC218               | 31 agosto 2000   | LINEAR     |
| 92878 -              | 2000 QK218               | 20 agosto 2000   | LONEOS     |
| 92879 -              | 2000 QV218               | 20 agosto 2000   | LONEOS     |
| 92880 -              | 2000 QC219               | 20 agosto 2000   | LONEOS     |
| 92881 -              | 2000 QK219               | 20 agosto 2000   | LONEOS     |
| 92882 -              | 2000 QQ224               | 26 agosto 2000   | Spacewatch |
| 92883 -              | 2000 QZ224               | 29 agosto 2000   | LINEAR     |
| 92884 -              | 2000 QY225               | 30 agosto 2000   | Spacewatch |
| 92885 -              | 2000 QE228               | 31 agosto 2000   | LINEAR     |
| 92886 -              | 2000 QS229               | 31 agosto 2000   | LINEAR     |
| 92887 -              | 2000 QP230               | 31 agosto 2000   | LINEAR     |
| 92888 -              | 2000 QU230               | 31 agosto 2000   | LINEAR     |
| 92889 -              | 2000 QZ230               | 31 agosto 2000   | Spacewatch |
| 92890 -              | 2000 QB232               | 30 agosto 2000   | Spacewatch |
| 92891 Bless          | 2000 QK236               | 26 agosto 2000   | M. W. Buie |
| 92892 Robertlawrence | 2000 QO244               | 25 agosto 2000   | M. W. Buie |
| 92893 Michaelperson  | 2000 QE247               | 27 agosto 2000   | M. W. Buie |
| 92894 Bluford        | 2000 QA248               | 28 agosto 2000   | M. W. Buie |
| 92895 -              | 2000 QU250               | 21 agosto 2000   | LONEOS     |
| 92896 -              | 2000 QW250               | 21 agosto 2000   | LONEOS     |
| 92897 -              | 2000 RV                  | 1 settembre 2000 | LINEAR     |
| 92898 -              | 2000 RS3                 | 1 settembre 2000 | LINEAR     |
| 92899 -              | 2000 RW4                 | 1 settembre 2000 | LINEAR     |
| 92900 -              | 2000 RZ4                 | 1 settembre 2000 | LINEAR     |

## 92901-93000
| Nome    | Designazione provvisoria | Data di scoperta | Scopritore                  |
| ------- | ------------------------ | ---------------- | --------------------------- |
| 92901 - | 2000 RE5                 | 1 settembre 2000 | LINEAR                      |
| 92902 - | 2000 RF5                 | 1 settembre 2000 | LINEAR                      |
| 92903 - | 2000 RO5                 | 1 settembre 2000 | LINEAR                      |
| 92904 - | 2000 RO6                 | 1 settembre 2000 | LINEAR                      |
| 92905 - | 2000 RT6                 | 1 settembre 2000 | LINEAR                      |
| 92906 - | 2000 RW6                 | 1 settembre 2000 | LINEAR                      |
| 92907 - | 2000 RK7                 | 1 settembre 2000 | LINEAR                      |
| 92908 - | 2000 RO7                 | 1 settembre 2000 | LINEAR                      |
| 92909 - | 2000 RV8                 | 1 settembre 2000 | LINEAR                      |
| 92910 - | 2000 RJ10                | 1 settembre 2000 | LINEAR                      |
| 92911 - | 2000 RN10                | 1 settembre 2000 | LINEAR                      |
| 92912 - | 2000 RP10                | 1 settembre 2000 | LINEAR                      |
| 92913 - | 2000 RH11                | 1 settembre 2000 | LINEAR                      |
| 92914 - | 2000 RG13                | 1 settembre 2000 | LINEAR                      |
| 92915 - | 2000 RW13                | 1 settembre 2000 | LINEAR                      |
| 92916 - | 2000 RW14                | 1 settembre 2000 | LINEAR                      |
| 92917 - | 2000 RF15                | 1 settembre 2000 | LINEAR                      |
| 92918 - | 2000 RM17                | 1 settembre 2000 | LINEAR                      |
| 92919 - | 2000 RR17                | 1 settembre 2000 | LINEAR                      |
| 92920 - | 2000 RA19                | 1 settembre 2000 | LINEAR                      |
| 92921 - | 2000 RW19                | 1 settembre 2000 | LINEAR                      |
| 92922 - | 2000 RX20                | 1 settembre 2000 | LINEAR                      |
| 92923 - | 2000 RB21                | 1 settembre 2000 | LINEAR                      |
| 92924 - | 2000 RH21                | 1 settembre 2000 | LINEAR                      |
| 92925 - | 2000 RO22                | 1 settembre 2000 | LINEAR                      |
| 92926 - | 2000 RX22                | 1 settembre 2000 | LINEAR                      |
| 92927 - | 2000 RH23                | 1 settembre 2000 | LINEAR                      |
| 92928 - | 2000 RP23                | 1 settembre 2000 | LINEAR                      |
| 92929 - | 2000 RN25                | 1 settembre 2000 | LINEAR                      |
| 92930 - | 2000 RH26                | 1 settembre 2000 | LINEAR                      |
| 92931 - | 2000 RM26                | 1 settembre 2000 | LINEAR                      |
| 92932 - | 2000 RO27                | 1 settembre 2000 | LINEAR                      |
| 92933 - | 2000 RS29                | 1 settembre 2000 | LINEAR                      |
| 92934 - | 2000 RV29                | 1 settembre 2000 | LINEAR                      |
| 92935 - | 2000 RX31                | 1 settembre 2000 | LINEAR                      |
| 92936 - | 2000 RQ32                | 1 settembre 2000 | LINEAR                      |
| 92937 - | 2000 RZ32                | 1 settembre 2000 | LINEAR                      |
| 92938 - | 2000 RA33                | 1 settembre 2000 | LINEAR                      |
| 92939 - | 2000 RC33                | 1 settembre 2000 | LINEAR                      |
| 92940 - | 2000 RX33                | 1 settembre 2000 | LINEAR                      |
| 92941 - | 2000 RP34                | 1 settembre 2000 | LINEAR                      |
| 92942 - | 2000 RC35                | 1 settembre 2000 | LINEAR                      |
| 92943 - | 2000 RD38                | 5 settembre 2000 | Uppsala-DLR Asteroid Survey |
| 92944 - | 2000 RK38                | 5 settembre 2000 | Uppsala-DLR Asteroid Survey |
| 92945 - | 2000 RQ39                | 1 settembre 2000 | LINEAR                      |
| 92946 - | 2000 RC40                | 3 settembre 2000 | LINEAR                      |
| 92947 - | 2000 RO41                | 3 settembre 2000 | LINEAR                      |
| 92948 - | 2000 RQ41                | 3 settembre 2000 | LINEAR                      |
| 92949 - | 2000 RS41                | 3 settembre 2000 | LINEAR                      |
| 92950 - | 2000 RD42                | 3 settembre 2000 | LINEAR                      |
| 92951 - | 2000 RG42                | 3 settembre 2000 | LINEAR                      |
| 92952 - | 2000 RU42                | 3 settembre 2000 | LINEAR                      |
| 92953 - | 2000 RL43                | 3 settembre 2000 | LINEAR                      |
| 92954 - | 2000 RG44                | 3 settembre 2000 | LINEAR                      |
| 92955 - | 2000 RK44                | 3 settembre 2000 | LINEAR                      |
| 92956 - | 2000 RC45                | 3 settembre 2000 | LINEAR                      |
| 92957 - | 2000 RD45                | 3 settembre 2000 | LINEAR                      |
| 92958 - | 2000 RP46                | 3 settembre 2000 | LINEAR                      |
| 92959 - | 2000 RA47                | 3 settembre 2000 | LINEAR                      |
| 92960 - | 2000 RE47                | 3 settembre 2000 | LINEAR                      |
| 92961 - | 2000 RM47                | 3 settembre 2000 | LINEAR                      |
| 92962 - | 2000 RD48                | 3 settembre 2000 | LINEAR                      |
| 92963 - | 2000 RN48                | 3 settembre 2000 | LINEAR                      |
| 92964 - | 2000 RR48                | 3 settembre 2000 | LINEAR                      |
| 92965 - | 2000 RQ49                | 5 settembre 2000 | LINEAR                      |
| 92966 - | 2000 RK50                | 5 settembre 2000 | LINEAR                      |
| 92967 - | 2000 RW50                | 5 settembre 2000 | LINEAR                      |
| 92968 - | 2000 RA52                | 5 settembre 2000 | LINEAR                      |
| 92969 - | 2000 RG55                | 3 settembre 2000 | LINEAR                      |
| 92970 - | 2000 RY55                | 5 settembre 2000 | LINEAR                      |
| 92971 - | 2000 RR56                | 6 settembre 2000 | LINEAR                      |
| 92972 - | 2000 RZ59                | 5 settembre 2000 | K. Korlević                 |
| 92973 - | 2000 RN60                | 3 settembre 2000 | LINEAR                      |
| 92974 - | 2000 RM61                | 1 settembre 2000 | LINEAR                      |
| 92975 - | 2000 RC65                | 1 settembre 2000 | LINEAR                      |
| 92976 - | 2000 RP65                | 1 settembre 2000 | LINEAR                      |
| 92977 - | 2000 RW67                | 1 settembre 2000 | LINEAR                      |
| 92978 - | 2000 RB68                | 2 settembre 2000 | LINEAR                      |
| 92979 - | 2000 RS68                | 2 settembre 2000 | LINEAR                      |
| 92980 - | 2000 RG69                | 2 settembre 2000 | LINEAR                      |
| 92981 - | 2000 RH69                | 2 settembre 2000 | LINEAR                      |
| 92982 - | 2000 RE71                | 2 settembre 2000 | LINEAR                      |
| 92983 - | 2000 RB72                | 2 settembre 2000 | LINEAR                      |
| 92984 - | 2000 RS72                | 2 settembre 2000 | LINEAR                      |
| 92985 - | 2000 RY72                | 2 settembre 2000 | LINEAR                      |
| 92986 - | 2000 RZ72                | 2 settembre 2000 | LINEAR                      |
| 92987 - | 2000 RB73                | 2 settembre 2000 | LINEAR                      |
| 92988 - | 2000 RJ73                | 2 settembre 2000 | LINEAR                      |
| 92989 - | 2000 RR73                | 2 settembre 2000 | LINEAR                      |
| 92990 - | 2000 RA74                | 2 settembre 2000 | LINEAR                      |
| 92991 - | 2000 RB75                | 3 settembre 2000 | LINEAR                      |
| 92992 - | 2000 RP75                | 3 settembre 2000 | LINEAR                      |
| 92993 - | 2000 RA76                | 3 settembre 2000 | LINEAR                      |
| 92994 - | 2000 RB76                | 3 settembre 2000 | LINEAR                      |
| 92995 - | 2000 RZ77                | 2 settembre 2000 | LONEOS                      |
| 92996 - | 2000 RE78                | 9 settembre 2000 | Črni Vrh                    |
| 92997 - | 2000 RH78                | 9 settembre 2000 | W. K. Y. Yeung              |
| 92998 - | 2000 RL81                | 1 settembre 2000 | LINEAR                      |
| 92999 - | 2000 RL82                | 1 settembre 2000 | LINEAR                      |
| 93000 - | 2000 RJ83                | 1 settembre 2000 | LINEAR                      |